# Lynden Miller

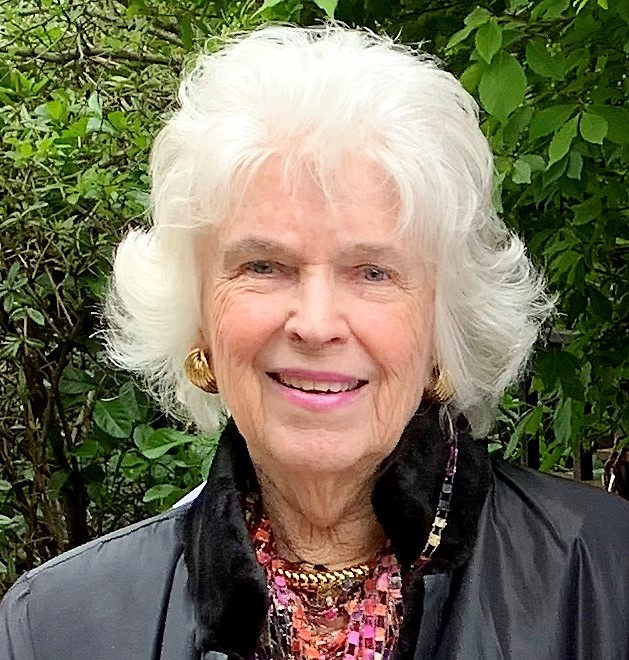
Lynden Breed Miller, 2019

Lynden Breed Miller (* 8. Dezember 1938 in New York City) ist eine US-amerikanische Gartenarchitektin, Fürsprecherin von Parks und Autorin, die vor allem durch die Restaurierung (1982 bis 1983) des Conservatory Gardens, des einzigen formalen Gartens im Central Park, bekannt wurde.

## Leben
Lynden Ryder Breed wuchs in Washington, D. C. und New York auf. Durch ihre Mutter ist sie ein Nachkomme einer langen Linie von Anwälten und Juristen, einschließlich des durch Präsident Cleveland 1893 ohne Erfolg für den obersten Gerichtshof nominierten Richters William Butler Hornblower. Sie besuchte die Chapin School (1956) und machte ihren Abschluss am Smith College (1960), wo sie Kunst studierte und ihr Juniorinnenjahr im Ausland an der Universität Florenz verbrachte.[5] Miller ist mit Leigh Miller verheiratet und hat zwei Söhne, Marshall und Gifford und zwei Stiefsöhne, Ethan und Christian.
Miller verfolgte über 18 Jahre lang eine Karriere in der Kunstmalerei. Indem sie ihre ästhetischen Talente und ihre Ausbildung, ihr Wissen aus dem Gartenbauunterricht am Chelsea-Westminster College in England und dem Unterricht im New Yorker Botanischen Garten kombinierte, gestaltete Miller 1979 zum ersten Mal ihren eigenen Garten in ihrem Haus in Sharon, Connecticut. Ihre Auswahl der Pflanzen wurde von ihrem Wunsch beeinflusst, den Raum wie eine Leinwand mit Textur und Farbe zu jeder Jahreszeit zu füllen. Sie experimentierte mit einer breiten Farbpalette und einer Auswahl an einheimischer Flora, Sträuchern, Einjährigen und Stauden, um die für sie charakteristischen malerischen Bepflanzungen zu schaffen.
1982 lud Elizabeth Barlow Rogers ihre Freundin und Kollegin Miller ein, ihr bei der Entwicklung einer Vision für die Wiederherstellung eines sechs Hektar großen Teils des Central Parks an der 104. Straße zu helfen. Das Grundstück war lange Zeit vernachlässigt und durch Vandalismus beschädigt worden. Miller wurde beauftragt, das Geld für den Aufwand selbst aufzubringen, was sie auch tat, beginnend mit 25.000 Dollar. Von da an rekrutierte Miller beharrlich Freiwillige, die ihr bei der Neubepflanzung des überwucherten Juwels in East Harlem halfen. Ihre entschlossenen Bemühungen kamen zu einer Zeit, als der Park von einigen als gefährlich angesehen wurde. Das Ergebnis war ein üppig bewachsenes, sicheres Refugium, das im Juni 1987 wiedereröffnet wurde und für alle zugänglich war – eine Tatsache, die Miller an öffentlichen Räumen wichtig ist: „There’s something really quite wonderful about being able to bring up connection with nature to people, especially who live in a city.“

Conservatory Garden, Central Park
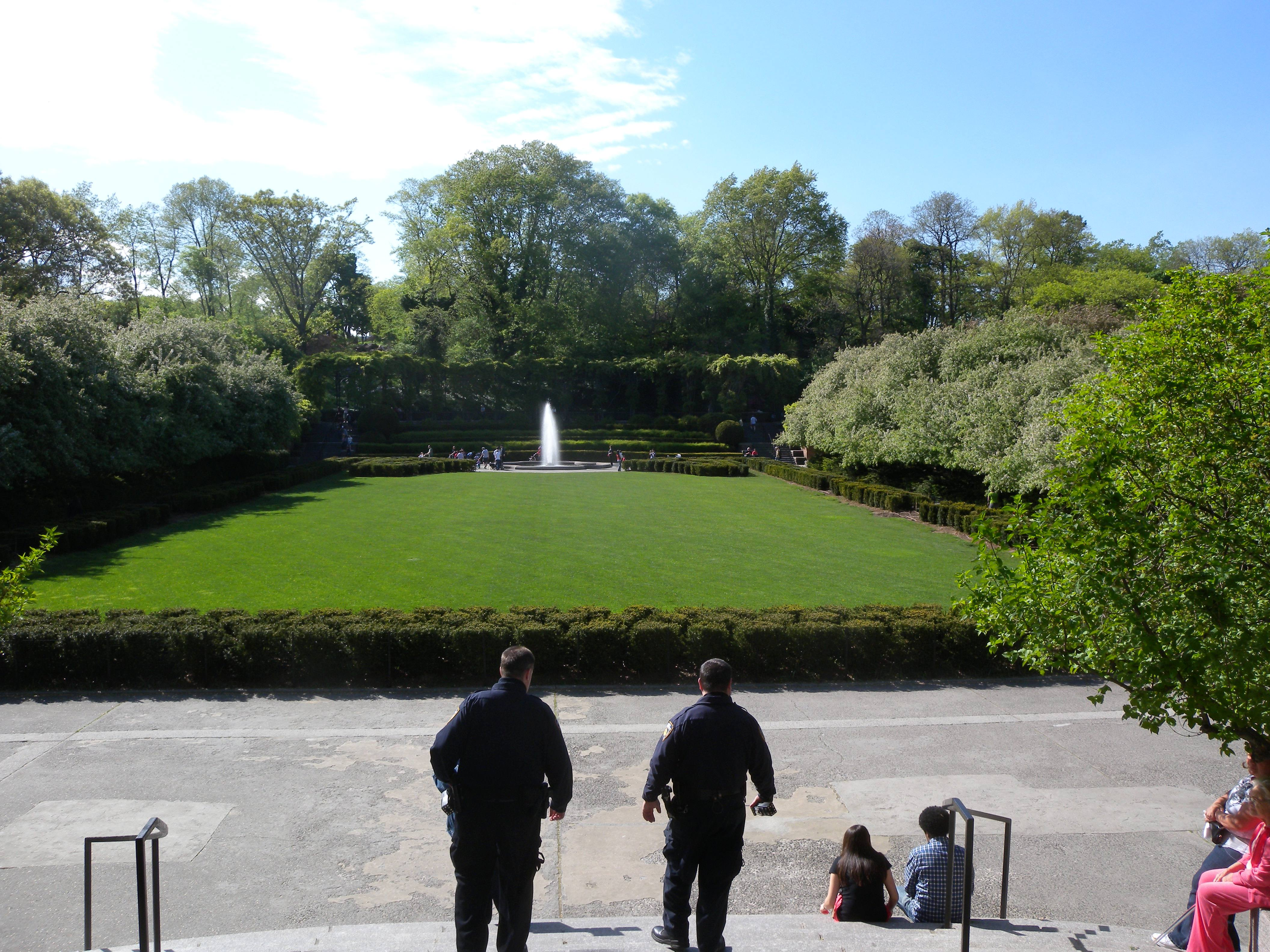
April 2010, zentrale Rasenfläche
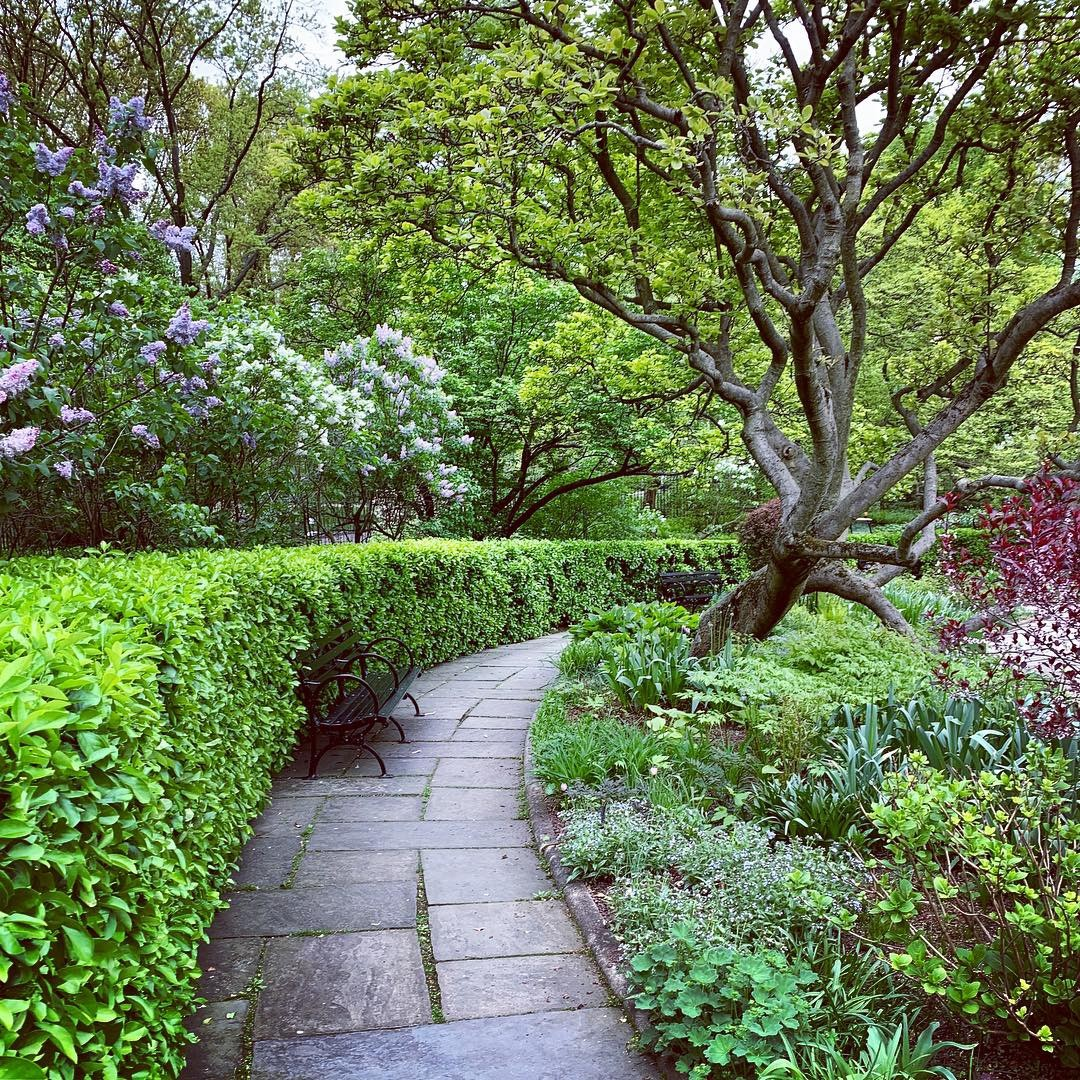
Mai 2019
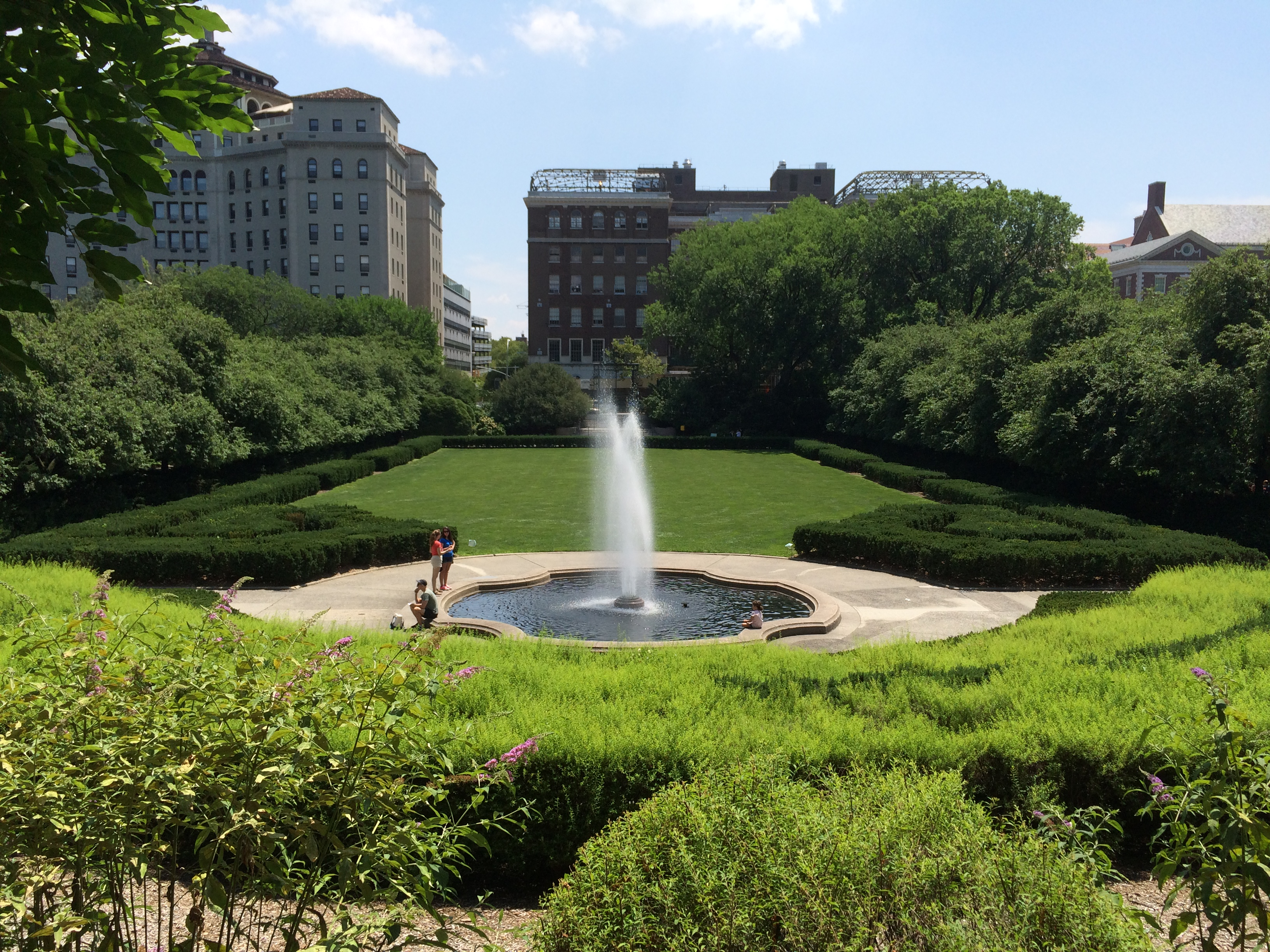
Juli 2015, zentrale Rasenfläche
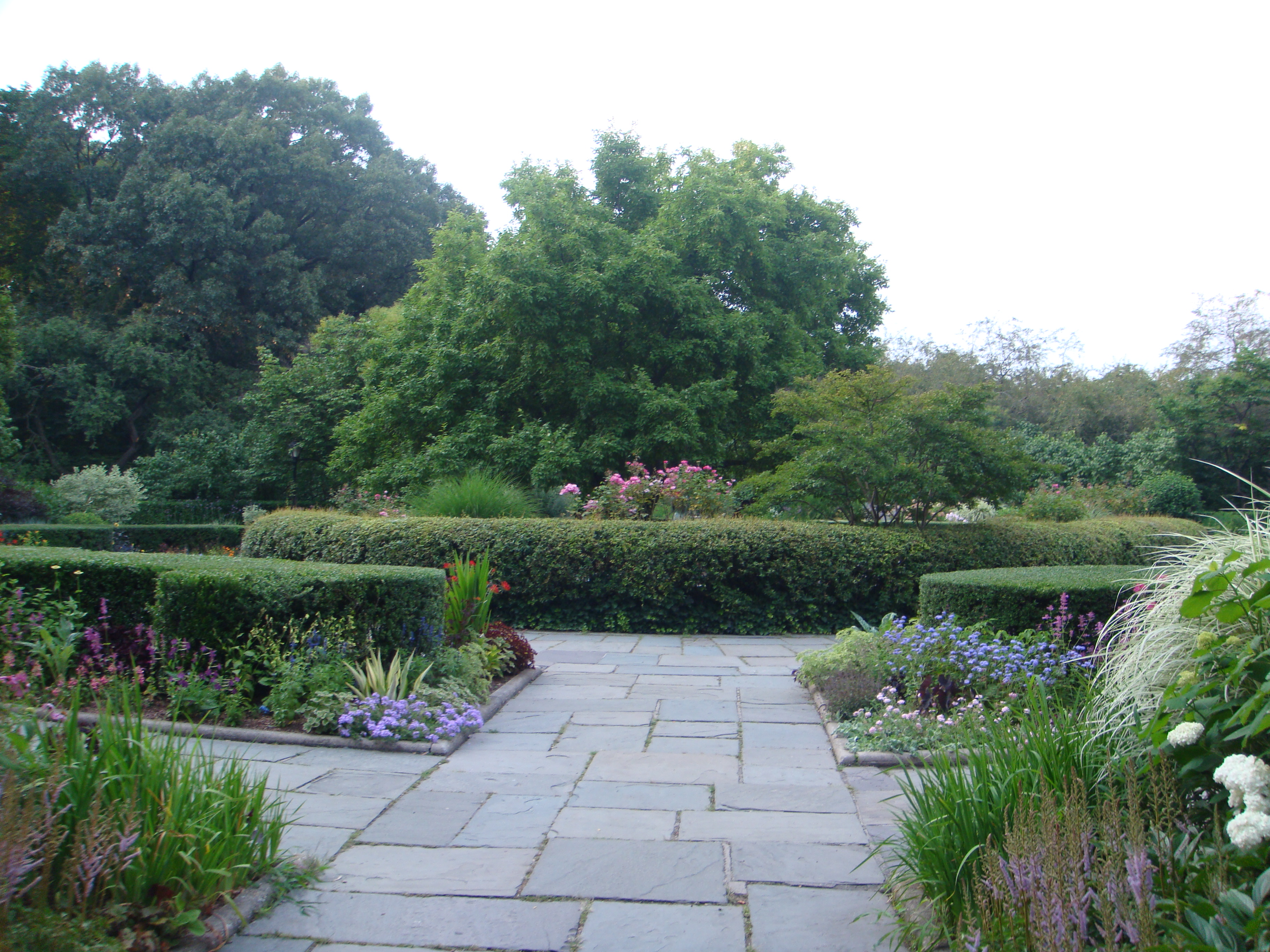
November 2016
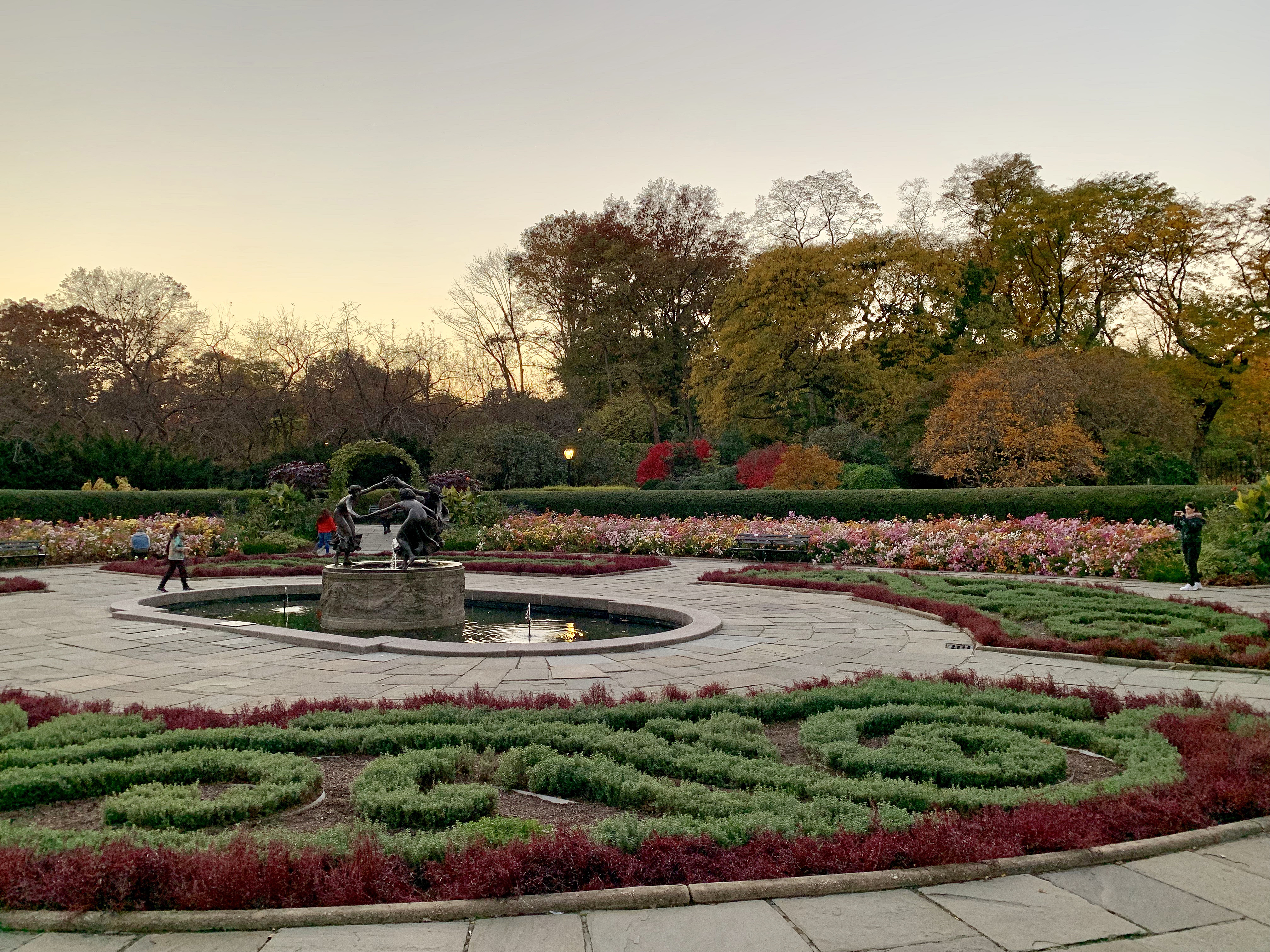
November 2018, Untermyer Fountain

Millers sehr sichtbarer Erfolg mit dem Central Park führte zu Folgeaufträgen, gemeinschaftlichen Bepflanzungen und Neugestaltungen etablierter Gärten. Sie wurde für die Entwürfe und Erneuerungen zahlreicher städtischer Räume gelobt und als „New York City's very own Miss Rumphius“ bezeichnet, nach der fiktiven Titelfigur eines Kinderbuchs von Barbara Cooney aus dem Jahr 1982, die Schönheit in die Welt durch das Pflanzen von Lupinen bringt. Beispiele hierfür sind:
Miller legt großen Wert auf die Arbeit in öffentlichen Gärten und nicht auf Privatgrundstücken. Ein gutes Beispiel dafür ist ihre Zusammenarbeit mit dem holländischen Blumenzwiebelzüchter Hans van Waardenburg nach den Anschlägen vom 11. September. Miller rief das „Daffodil Project“ ins Leben und gründete es mit. Gemeinsam mit dem NYC Parks Commissioner Adrian Benepe und dem New York City Department of Parks and Recreation leitete sie die Anpflanzung von Tausenden von Narzissen im gesamten Parksystem, um die Opfer des Anschlags zu ehren. Bis 2019 wurden über 7,5 Millionen Narzissen in Parks, Schulhöfen, Gemeinschaftsgärten und Baumbeeten auf Gehwegen in den fünf Stadtbezirken gepflanzt. Millers Beiträge zu diesem Programm wurden mit der Benennung der Narzisse Lovely Lynden zu ihren Ehren gewürdigt.
Miller ist Vorstandsmitglied der Central Park Conservancy, des New Yorker Botanischen Gartens und von New Yorkers for Parks. Außerdem ist sie Mitglied des Beratungsausschusses der Freunde des Botanischen Gartens am Smith College.
Seit 2006 lehrt Miller an der New York University als außerordentliche Professorin in deren Urban Design and Architecture Program. Miller hat zahlreiche Vorträge über Gartendesign, Gartenbau und das Eintreten für öffentliche Räume gehalten. Sie hat Artikel für zahlreiche Zeitschriften und botanische Publikationen geschrieben, darunter Fine Gardening, das Royal Horticultural Society Journal, American Nurseryman und American Horticulturist. Ein eigenes Buch, Parks, Plants, and People: Beautifying the Urban Landscape erschien 2009. Das Buch beschreibt nicht nur ihre Herangehensweise an die Gestaltung attraktiver Gärten für die Öffentlichkeit, sondern auch, wie man Finanzmittel und Freiwillige für diese wartungsintensiven Unternehmungen gewinnen kann. Millers zentraler Leitsatz lautet dabei: „Make it gorgeous and they will come. Keep it that way and they will help.“

## Gartenprojekte (Auswahl)
- 1979 Design des Robert F. Wagner, Jr. Park in Battery Park City zusammen mit Laurie Olin[20]
- 1987 Redesign des von Dan Kiley in den 1970er Jahren angelegten Jane Watson Irwin Perennial Garden im New York Botanical Garden[21]
- 1988 bis 1992 Redesign vor der Neueröffnung des Bryant Park[22]
- 1996 Erneuerung der Gärten des Morningside Campus der Columbia University, anlässlich des 100-jährigen Bestehens an diesem Standort[23]
- 2000 Neuanlage eines Blumenbeets im Madison Square Park[24]
- 2005 Erneuerung der 17 Gärten auf dem Campus der Princeton University im Rahmen einer von  Michael Van Valkenburgh  geleiteten landschaftlichen Gesamterneuerung unter Berücksichtigung der veränderten klimatischen Bedingungen[25]
- Ende der 2000er Jahre Neuanlage des British Memorial Garden am Hanover Square im Auftrag des British Memorial Garden Trust zum Gedenken der 67 britischen Opfer von 9/11[26]
- 2010 Gestaltung des Chelsea Cove Entry Garden im Hudson River Park (Teil Pier 62)[27]
- Zwischen 2011 und 2016 zwei Gärten (Four Season Garden, Conifer Gardenb) im Bayard Cutting Arboretum State Park[28]
- Ende der 2010er Jahre zusammen mit Ronda M. Brands Erneuerung des Heather Garden im Fort Tryon Park[29]

## Auszeichnungen (Auswahl)
- 2019 Landscape Award des LongHouse Reserve in East Hampton, NY[30]
- 2018 Living Landmark Award der New York Landmarks Conservancy[31]
- 2012 August Heckscher Award for Community Service der CIVITAS[32]
- 2011 George Robert White Medal der Massachusetts Horticultural Society
- 2006 Vail Medal des Cleveland Botanical Garden[33]
- 1993 Elvira Broome Doolan Medal des Garden Club of America[34]